# José Antonio Ybarra de los Santos
José Antonio de Ybarra y de los Santos (Musques 1774 – Bilbao 1849) fue un emprendedor e industrial español, fundador y patriarca del clan Ybarra. Su padre fue regidor de Somorrostro. Estaba casado con la santanderina Jerónima Gutiérrez de Caviedes y de la Losa. Tuvieron tres hijos varones, Juan María y Gabriel María, de quienes descienden los Ybarra de Bilbao, José María, de quien descienden los Ybarra de Sevilla, y cuatro mujeres, ramas Zubiría Ybarra y Zabálburu Ybarra.

## Biografía
Fue el fundador y patriarca de la importante familia bilbaína Ybarra y de su grupo industrial, germen de Altos Hornos de Vizcaya, Banco de Bilbao, Banco de Vizcaya, Vocento o Naviera Ybarra, entre otras empresas. Fue el padre de José María Ybarra Gutiérrez de Caviedes, condado de Ybarra, patriarca de la rama sevillana, y bisabuelo de la beata Rafaela Ybarra de Vilallonga. De él también descienden Tomás de Zubiría Ybarra, condado de Zubiría, Pedro de Zubiría e Ibarra, marquesado de Yanduri, Javier Ybarra Bergé, Emilio Ybarra, Fernando Luis de Ybarra y López-Dóriga, marqués de Arriluce de Ybarra o Miguel de Ybarra y Lasso de la Vega, entre otros miembros de la familia.
Nacido en Musques en el valle de Somorrostro de Las Encartaciones de Vizcaya, se instaló en Bilbao en 1801. En los años iniciales ejerció como procurador, para posteriormente se dedicó después al comercio de mineral y de los productos fabricados en las ferrerías del País Vasco. 
En la década de 1820, se había convertido ya en uno de los cuatro tratantes de mineral más poderosos de Vizcaya. En 1827, impulsó la unión con sus competidores, José Antonio Mier, Nicolás María de Llano y José de Chávarri, creando la sociedad mercantil "Ybarra, Mier y Cía". Estableció con sus competidores una sociedad que prácticamente monopolizó las relaciones entre la generación de mineral de Somorrostro y los dispersos centros siderúrgicos. Este monopolio y las oportunidades deparadas por la primera guerra carlista le enriquecieron de tal manera que en el momento de su muerte, en 1849, se convirtiese en uno de los industriales más importantes de Bilbao y España.